# ハセパーク
ハセパーク（1933年 - ?）とは日本の競走馬である。1938年の第2回帝室御賞典 (春)に優勝した。

## 経歴
1936年5月に横浜競馬場の新呼馬でデビューした。当初はヒキゾメという馬名で走り、同年の秋季東京開催からハセパークに改名している。翌年3月の中山のレースで初勝利を挙げると、連勝で重賞・五歳馬特別を制した。秋には第1回天皇賞 (秋)（当時の名称は帝室御賞典）に出走するが、８頭中7番人気で8着であった。
1938年、6歳春になってから急激に力をつけ、春の帝室御賞典までに4勝をあげ、本番ではヒサトモらを抑えて1番人気に支持された。レースでは第3コーナー過ぎから先頭に立ち、そのまま押し切るという横綱相撲で優勝した。騎手は調教師兼任の金者斤奉。タイム2.53.1はレコードであり、この時の売り上げは330,760円にのぼった。
しかし、次に出走した目黒記念で6着に敗れて以降は尻すぼみの成績になり、8歳となる1940年まで走ったが良い成績は残せなかった。
血統は牝系に軽半種、サラブレッド系種、アングロアラブ（アラブ系種）を含んでいたので種牡馬としての価値は低かったと考えられる。1940年春季を最後に登録を抹消、乗馬になったとされるが詳細はわかっていない。

## 血統表
| ハセパークの血統                             | ハセパークの血統                             | ハセパークの血統                     | （血統表の出典）                     | （血統表の出典）  |
| 父系                                         | ストックウェル系（エクリプス系）             | ストックウェル系（エクリプス系）     | ストックウェル系（エクリプス系）     | [ § 2 ]           |
| 父 *プライオリーパーク Priory Park 1922 鹿毛 | 父の父Rocksavage 1915                        | Rock Sand                            | Sainfoin                             | Sainfoin          |
| 父 *プライオリーパーク Priory Park 1922 鹿毛 | 父の父Rocksavage 1915                        | Rock Sand                            | Roquebrune                           |                   |
| 父 *プライオリーパーク Priory Park 1922 鹿毛 | 父の父Rocksavage 1915                        | Manuka                               | Eager                                | Eager             |
| 父 *プライオリーパーク Priory Park 1922 鹿毛 | 父の父Rocksavage 1915                        | Manuka                               | Sempronia                            |                   |
| 父 *プライオリーパーク Priory Park 1922 鹿毛 | 父の母Chatham 1908 鹿毛                      | Darley Dale                          | St.Simon                             | St.Simon          |
| 父 *プライオリーパーク Priory Park 1922 鹿毛 | 父の母Chatham 1908 鹿毛                      | Darley Dale                          | Ismay                                |                   |
| 父 *プライオリーパーク Priory Park 1922 鹿毛 | 父の母Chatham 1908 鹿毛                      | Coronation Day                       | Ermak                                | Ermak             |
| 父 *プライオリーパーク Priory Park 1922 鹿毛 | 父の母Chatham 1908 鹿毛                      | Coronation Day                       | Farceuse                             |                   |
| 母 サラ系 ギーキング 1926 鹿毛               | 母の父*ゼヴァイキング The Viking 1913 黒鹿毛 | Dark Ronald                          | Bay Ronald                           | Bay Ronald        |
| 母 サラ系 ギーキング 1926 鹿毛               | 母の父*ゼヴァイキング The Viking 1913 黒鹿毛 | Dark Ronald                          | Darkie                               |                   |
| 母 サラ系 ギーキング 1926 鹿毛               | 母の父*ゼヴァイキング The Viking 1913 黒鹿毛 | Bokaal                               | St.Serf                              | St.Serf           |
| 母 サラ系 ギーキング 1926 鹿毛               | 母の父*ゼヴァイキング The Viking 1913 黒鹿毛 | Bokaal                               | Kissing Cup                          |                   |
| 母 サラ系 ギーキング 1926 鹿毛               | 母の母サラ系 雅芳 1920                       | *ガロン                              | Gallinule                            | Gallinule         |
| 母 サラ系 ギーキング 1926 鹿毛               | 母の母サラ系 雅芳 1920                       | *ガロン                              | Flair                                |                   |
| 母 サラ系 ギーキング 1926 鹿毛               | 母の母サラ系 雅芳 1920                       | 軽半 ハツヒメ                        | *セントフヲスチノ                    | *セントフヲスチノ |
| 母 サラ系 ギーキング 1926 鹿毛               | 母の母サラ系 雅芳 1920                       | 軽半 ハツヒメ                        | 軽半 第二富士越                      |                   |
| 母系(F-No.)                                  | 富士越系(FN:ntb)                             | 富士越系(FN:ntb)                     | 富士越系(FN:ntb)                     | [ § 3 ]           |
| 5代内の近親交配                              | St.Simon4.5x5=12.5% Isonomy5x5=6.25%         | St.Simon4.5x5=12.5% Isonomy5x5=6.25% | St.Simon4.5x5=12.5% Isonomy5x5=6.25% |                   |
| 出典                                         | 1. 2. 3.                                     | 1. 2. 3.                             | 1. 2. 3.                             | 1. 2. 3.          |

母ギーキング、祖母雅芳はかつての分類では「内洋」となる。
牝祖にあたる五代母・富士越は中半血種。その父は第六スプーネーだが、母は「詳細不明の中半血種」とのみ伝わる。

## 参考資料
- 岡田光一郎『名牝の系譜』中央競馬サービスセンター、1964年。
- 軽種馬登録協会 編『サラブレッド系種血統書 第1巻』軽種馬登録協会、1958年。
- 競馬フアン編輯部 編『競馬成績表 昭和15年 春季』黎明社、1940年。
- 日本競馬会 編『競馬成績書 昭和12年春季』日本競馬会、1938年。
- 日本競馬会 編『登録馬名簿 昭和16年1月20日現在』日本競馬会、1941年2月。
- 日本中央競馬会総務部調査課 編『日本競馬史 第5巻』日本中央競馬会、1970年。
- 『天皇賞全史』サンケイスポーツ、2014年11月。
- 『天皇賞史I』 （フジテレビ製作、ポニーキャニオン販売）、1995年。